# Lycodapus endemoscotus
Lycodapus endemoscotus es una especie de pez de la familia de los Zoarcidae en el orden de los perciformes.

## Morfología
- Los machos pueden llegar a alcanzar los 12,4 cm de longitud total.[1][2]

## Hábitat
Es un pez de mar y de aguas profundas que vive hasta los 2.225 m de profundidad.

## Distribución geográfica
Se encuentra en el Mar de Ojotsk y desde el Mar de Bering hasta el Perú.

## Observaciones
Es inofensivo para los humanos. 